# Safari rallye 2002
Safari rallye 2002 byla osmou soutěží mistrovství světa v rallye 2002, která se konala ve dnech 11. až 14. července. Vítězem se stal Colin McRae na voze Ford Focus WRC. 

## První etapa
Hned v prvním testu odstupuje vedoucí jezdec průběžného pořadí Marcus Grönholm kvůli poruše motoru svého vozu Peugeot 206 WRC. První pozici získává Tommi Mäkinen s vozem Subaru Impreza WRC, druhý je Thomas Radström s vozem Citroën Xsara WRC a třetí je Markko Märtin s Focusem. Pro poruchu odstupují dva jezdci s vozy Hyundai Accent WRC. Freddy Loix má poruchu spojky a Armin Schwarz poruchu alternátoru. Druhý test vyhrává McRae, který se posouvá na druhé místo. Třetí místo získává Kenneth Eriksson s vozem Škoda Octavia WRC. Čtvrtý je Carlos Sainz s Fordem, pátý Harri Rovanpera s Peugeotem a šestý Toni Gardemeister s druhou Škodou. Mäkinen stále zvyšuje svůj náskok v čele. Propadá se ale Radström kvůli poškození podvozku a odstoupit musí s nefunkčním motorem Francois Delecour a s poškozenou elektronikou Petter Solberg. Gardemeister poškozuje závěs kola a musí ze soutěže odstoupit. Mäkinen nakonec uhájí první místo až do konce etapy. Roman Kresta s Octávií končí desátý.

## Druhá etapa
Druhá etapa měří 453,42 km. Na prvním testu dojde ke střetu mezi Mäkinenem a McRaem. Vyhraje tak Sebastien Loeb, který se posune na druhou pozici za McRae. V dalším testu postihne Mäkinena a Sainze defekt. V dalším testu vítězí Richard Burns před McRaem a Rovanperou. Odstoupit musí Eriksson kvůli prasklé poloose.  Opět se tak mění pořadí, když za McRaem je druhý Rovanpera a třetí Sainz. Kvůli technickým potížím vzápětí odstupuje Mäkinen, Sainz a Burns. Märtin dostává penalizaci a propadá se ze třetího místa. Sedmý je Kresta a osmý Juha Kankkunen s posledním Hyundaiem. 

## Třetí etapa
První test třetí etapy vyhrál McRae před Rovanperou. Třetí byl jeho bratr Alister McRae s Mitsubishi Lancer Evo VII WRC. Märtin se drží na páté pozici před Panizzim, Krestou, Kankkunenem a právě mladším McRaem. Třetí a čtvrtou pozici mají jezdci týmu Citroën Sport v pořadí Radström a Loeb, kteří ale nemohou bodovat v šampionátu značek. Další test vyhrává Panizzi. Märtin se posunuje na čtvrtou pozici před Loeba. Loeb vyhrává poslední test, ale před Märtina se nedostane. 

## Výsledky
1. Colin McRae, Nicky Grist – Ford Focus RS WRC
2. Harri Rovanperä, Pietilainen – Peugeot 206 WRC
3. Thomas Radström, Dennis Giraudet – Citroën Xsara WRC
4. Marko Märtin, Michael Park – Ford Focus RS WRC
5. Sebastian Loeb, Daniel Elena – Citroën Xsara WRC
6. Gilles Panizzi, Panizzi – Peugeot 206 WRC
7. Roman Kresta, Jan Tománek – Škoda Octavia WRC
8. Juha Kankkunen, Juha Repo – Hyundai Accent WRC
9. Alister McRae, Senior – Mitsubishi Lancer EVO VII WRC
10. Karajmit Singh, Allen Oh – Proton Perth